# 金湖水庫太陽光電場
金湖水庫太陽光電場位於中華民國福建省金門縣金湖鎮金湖水庫，為金門縣境內首座水面浮力式太陽光電場，也是金門縣目前裝置容量最大的太陽光電場，由森崴能源投資興建。

## 沿革

### 背景
金湖水庫為金門縣政府於1994年委託臺灣省政府水利局規畫興建，並經行政院核定後納入「金門地區水資源整體開發計劃」中施作，2004年9月23日第一標開工興建，2008年9月1日竣工並驗收完成，第二標於2004年12月12日開工興建，於2009年9月7日竣工並驗收完成。總投資金額為新臺幣6億5,800萬元，總有效容量約34萬立方公尺，每日可供水量達3,054噸，依據金門縣每日用水量成長率推估，將可滿足至2011年為止的自來水用水成長需求。

### 規劃
金門縣政府配合政府再生能源政策，並配合經濟部水利署的前瞻基礎建設計畫之水環境建設計畫，委由轄下自來水廠與台灣電力公司金門區營業處共同盤點金門縣境內各處水庫及湖泊適合開發浮力式光電的場址，後擇定山西、陽明湖，與金湖水庫三座可施作浮力式太陽光電。
金門縣自來水廠首先公開招標金湖水庫光電計畫，預計將成為金門縣首座水面浮力式太陽光電場，經初步評估，金湖水庫可設置裝置容量2.4kW的浮力式太陽光電板，預估年發電量約187.5萬度，並且依據經濟部能源局再生能源發展條例，預估每年可躉購台電公司新臺幣926萬2,500元，約可供應510戶一年的民生用電，二氧化碳減排量約2,122噸。自來水廠自2017年起展開招商工作。

### 完工
金湖水庫浮力式太陽光電場經自來水廠對外招標，由正崴集團轄下的森崴能源得標，於2018年4月24日完成裝置容量2,142kW的太陽能板，4月30日與金門島上的台電公司電網系統完成併聯商轉發電，成為金門縣第一座水面浮力式太陽光電場，也是目前金門縣裝置容量最大的太陽光電場。

## 設施

### 發電機組
| 光電板型號 | 太陽能發電類型     | 光電板數量（片） | 裝置容量（MW） | 商轉日期      | 狀態   |
| ---------- | ------------------ | ---------------- | -------------- | ------------- | ------ |
|            | 水面浮力式太陽光電 |                  | 2.142MW        | 2018年4月30日 | 商轉中 |